# Unités de premier niveau de Palerme

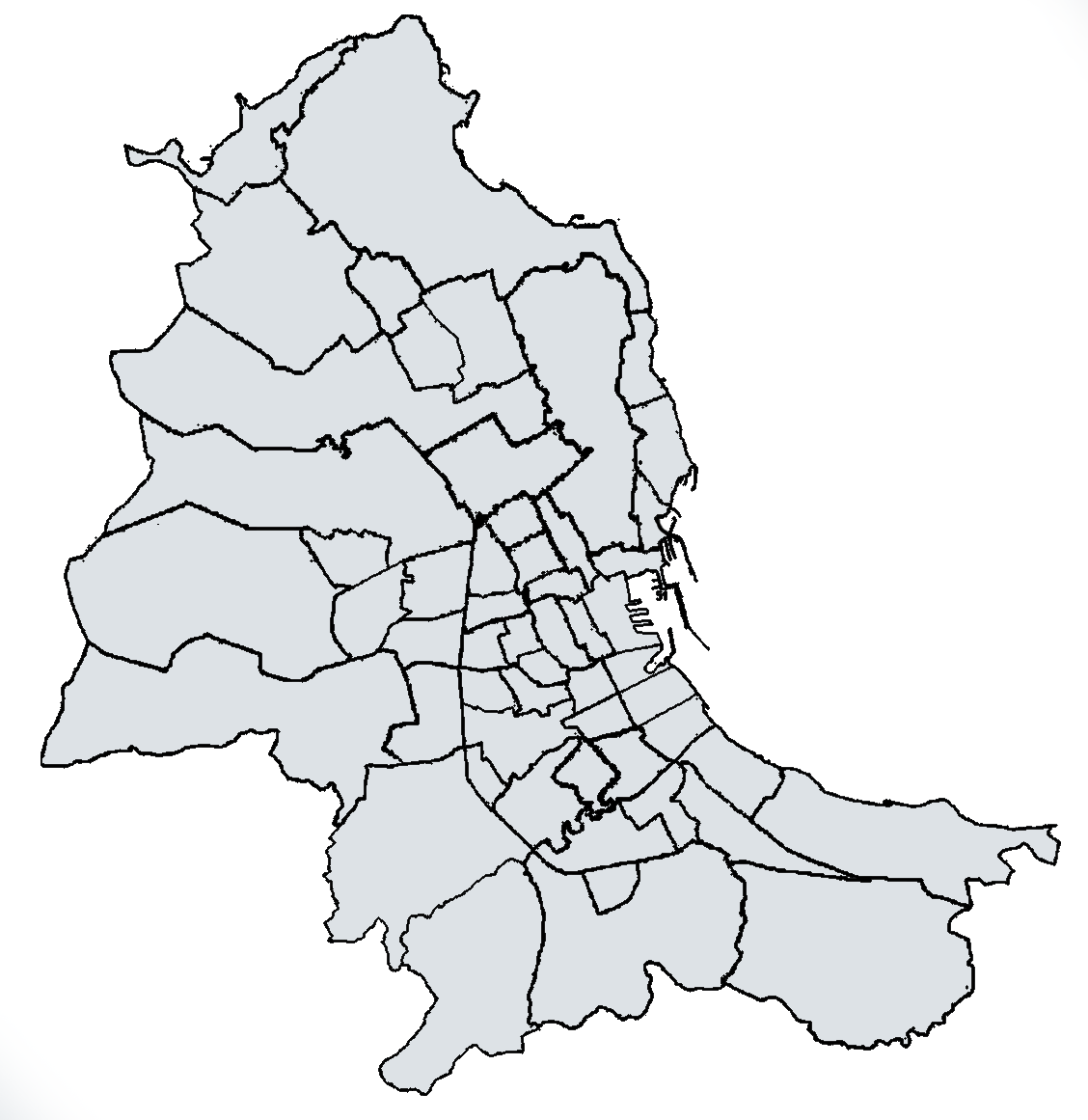
Les 55 UPL de Palerme

Les Unités de premier niveau de Palerme (unità di primo livello di Palermo, UPL) sont des subdivisions urbaines de la municipalité de Palerme. Au total il y a 55 unités de premier niveau.
La municipalité de Palerme est divisée en 55 UPL par conseil communal, avec le décret no 420 du 21 décembre 1976. À cette occasion, les UPL ont été regroupés en 25 quartiers; cette division est restée en vigueur jusqu'au décret no 300 du 6 décembre 1995 et no 140 du 9 juin 1997, la municipalité fut répartie administrativement en 8 circonscriptions.

## Liste
| 1  | Tribunali (Kalsa)          | 2  | Palazzo Reale ou Albergaria       | 3  | Monte di Pietà ou Seralcadi | 4  | Castellammare o Loggia        | 5  | Corso dei Mille-Sant'Erasmo       |
| 6  | Settecannoli               | 7  | Roccella-Acqua dei Corsari        | 8  | Brancaccio-Conte Federico   | 9  | Ciaculli-Croce Verde          | 10 | Oreto-Perez                       |
| 11 | Oreto-Guadagna             | 12 | Falsomiele-Borgo Ulivia           | 13 | Bonagia                     | 14 | Chiavelli-Santa Maria di Gesù | 15 | Villagrazia                       |
| 16 | Montegrappa                | 17 | Santa Rosalia                     | 18 | Cuba-Calatafimi             | 19 | Villa Tasca                   | 20 | Mezzomonreale                     |
| 21 | Zisa-Ingastone             | 22 | Zisa-Quattrocamere                | 23 | Altarello-Tasca Lanza       | 24 | Boccadifalco-Baida            | 25 | Borgo Vecchio-Principe di Scordia |
| 26 | Croci-Ruggero Settimo      | 27 | San Francesco di Paola-Terrasanta | 28 | Olivuzza                    | 29 | Parlatore-Serradifalco        | 30 | Noce                              |
| 31 | Leonardo da Vinci-Di Blasi | 32 | Malaspina-Leonardo da Vinci       | 33 | Principe di Palagonia       | 34 | Uditore                       | 35 | Passo di Rigano                   |
| 36 | Borgo Nuovo                | 37 | San Giovanni Apostolo             | 38 | Cruillas                    | 39 | Notarbartolo-Giardino Inglese | 40 | Villa Sperlinga                   |
| 41 | Vittorio Veneto            | 42 | Marchese di Villabianca-Sampolo   | 43 | Resuttana                   | 44 | San Lorenzo                   | 45 | Patti-Villaggio Ruffini           |
| 46 | Pallavicino                | 47 | San Filippo Neri                  | 48 | Tommaso Natale-Cardillo     | 49 | Sferracavallo                 | 50 | Partanna-Mondello                 |
| 51 | Cantieri                   | 52 | Monte Pellegrino                  | 53 | Acquasanta                  | 54 | Arenella                      | 55 | Vergine Maria                     |